# Ponte sul Tresa
Il Ponte sul Tresa è un ponte stradale transfrontaliero sul fiume Tresa tra Italia e Svizzera che collega Lavena Ponte Tresa (Lombardia) con Ponte Tresa (Canton Ticino).

## Storia
Il ponte più antico venne costruito in una data imprecisata nell'alto medioevo: già nel IX secolo si fa riferimento al ponte, poi venne costruito un nuovo ponte intorno al 1000 che venne attraversato anche da Federico Barbarossa quando venne incoronato imperatore del Sacro Romano Impero nel 1155. Il ponte venne ricostruito a metà 1400 poi con la Pace perpetua del 1516 firmata tra la Svizzera e il Ducato di Milano a conclusione delle Campagne transalpine dei Confederati il ponte divenne confine di stato; nel 1847 venne costruito un nuovo ponte che venne demolito nel 1961 per far posto al ponte attuale aperto nel 1962.
Il ponte medievale era di proprietà dell'arcidiocesi di Milano e venne donato nel XVI secolo alle famiglie notabili del luogo, i de Stoppani e i Crivelli; rimase in loro possesso fino al 1828 quando divenne proprietà cantonale.
Fino alla costruzione del Ponte-diga di Melide nel 1847 sul Lago di Lugano il ponte sul Tresa era il passaggio stradale più agevole per collegare Varese, il Mendrisiotto e Como con Bellinzona.

## Caratteristiche
Il ponte è un ponte fisso lungo 60 metri costruito in cemento armato.